# Hadi Barkat
Pour les articles homonymes, voir Barkat.
Hadi Barkat, né en 1977 à Alger, est un écrivain, éditeur, ingénieur et analyste vaudois.

## Biographie
Originaire de Biskra, aux portes du Sahara, Hadi Barkat est né d'une mère enseignante de français à l'école primaire et d'un père employé d'État. Il parle alors l'arabe dialectal et le français. À l'âge de 17 ans, il arrive dans le canton de Vaud où il étudie à l'École polytechnique fédérale de Lausanne à partir de 1995. Après son diplôme obtenu en 2001, il travaille comme ingénieur, puis comme analyste. En 2008, il crée Helvetiq, un jeu de société permettant de mieux connaître la Suisse en s'amusant. Naturalisé Suisse, il a souhaité créer ce jeu comme un moyen ludique de se préparer aux tests visant à l'obtention de la nationalité helvétique. 
En 2005, inspiré par ses nombreux trajets et voyages professionnels, Hadi Barkat rédige un recueil de nouvelles publié aux éditions d'en bas, Pendulaires à plein-temps.
Il est aussi éditeur international, sa maison Helvetiq créée en 2007 publie notamment des œuvres d'auteurs suisses.

## Sources
- « Hadi Barkat », sur la base de données des personnalités vaudoises sur la plateforme « Patrinum » de la Bibliothèque cantonale et universitaire de Lausanne.
- sites et références mentionnés